# Igor Kunitsyn
Igor Kunitsyn, né le 30 septembre 1981 à Vladivostok, est un joueur de tennis russe, professionnel de 1999 à 2013.

## Carrière
En 2006 à Saint-Pétersbourg, il bat le joueur le mieux classé, le no 13 Tommy Haas.
En 2008, il remporte son premier et unique titre sur le Circuit ATP lors du Tournoi de tennis de Moscou en battant son compatriote Marat Safin en finale en trois sets (7-6, 6-7, 6-3)
Il a également joué de nombreux matchs de Coupe Davis avec la Russie dans le groupe mondial. En 2008, il a joué la demi-finale perdue contre l'Argentine malgré une victoire en double avec Dmitri Toursounov contre la paire Guillermo Cañas/David Nalbandian 6-2, 6-1, 6-79, 3-6, 8-6.
En juillet 2009, il atteint son meilleur classement (35e).
À l'US Open 2011, grâce à un comeback de deux sets à rien (contre Matthias Bachinger) et une autre victoire en remontant de 2 sets à 1 (contre Jürgen Melzer no 17 mondial), il réussit à atteindre un troisième tour en Grand Chelem.

## Palmarès

### Titre en simple (1)
| No | Date       | Nom et lieu du tournoi | Catégorie   | Surface    | Finaliste   | Score           |          |
| -- | ---------- | ---------------------- | ----------- | ---------- | ----------- | --------------- | -------- |
| 1  | 06/10/2008 | Kremlin Cup, Moscou    | Int' Series | Dur (int.) | Marat Safin | 7-66, 64-7, 6-3 | Parcours |

### Titre en double (1)
| No | Date       | Nom et lieu du tournoi | Catégorie | Surface    | Partenaire        | Finalistes                      | Score     |          |
| -- | ---------- | ---------------------- | --------- | ---------- | ----------------- | ------------------------------- | --------- | -------- |
| 1  | 18/10/2010 | Kremlin Cup Moscou     | ATP 250   | Dur (int.) | Dmitri Toursounov | Janko Tipsarević Viktor Troicki | 7-68, 6-3 | Parcours |

### Finales en double (3)
| No | Date       | Nom et lieu du tournoi                               | Catégorie   | Surface      | Vainqueurs                           | Partenaire        | Score    |          |
| -- | ---------- | ---------------------------------------------------- | ----------- | ------------ | ------------------------------------ | ----------------- | -------- | -------- |
| 1  | 19/06/2006 | red letter DAYS Open Nottingham                      | Int' Series | Gazon (ext.) | Jonathan Erlich Andy Ram             | Dmitri Toursounov | 6-3, 6-2 | Parcours |
| 2  | 09/07/2007 | Campbell’s Hall of Fame Tennis Championships Newport | Int' Series | Gazon (ext.) | Jordan Kerr Jim Thomas               | Nathan Healey     | 6-3, 7-5 | Parcours |
| 3  | 28/09/2009 | Proton Malaysian Open Kuala Lumpur                   | ATP 250     | Dur (int.)   | Mariusz Fyrstenberg Marcin Matkowski | Jaroslav Levinský | 6-2, 6-1 | Parcours |

## Parcours dans les tournois duGrand Chelem

### En simple
| Année | Open d'Australie | Open d'Australie | Internationaux de France | Internationaux de France | Wimbledon       | Wimbledon     | US Open         | US Open       |
| ----- | ---------------- | ---------------- | ------------------------ | ------------------------ | --------------- | ------------- | --------------- | ------------- |
| 2002  | —                | —                | —                        | —                        | —               | —             | 1er tour (1/64) | N. Okun       |
| 2003  | —                | —                | —                        | —                        | 1er tour (1/64) | J.-M. Gambill | —               | —             |
| 2004  | —                | —                | —                        | —                        | —               | —             | —               | —             |
| 2005  | —                | —                | —                        | —                        | —               | —             | —               | —             |
| 2006  | —                | —                | —                        | —                        | 2e tour (1/32)  | M. Youzhny    | 1er tour (1/64) | D. Toursounov |
| 2007  | 1er tour (1/64)  | F. Santoro       | 1er tour (1/64)          | F. Serra                 | 1er tour (1/64) | J. Wang       | 2e tour (1/32)  | C. Moyà       |
| 2008  | —                | —                | —                        | —                        | 1er tour (1/64) | T. Bellucci   | 1er tour (1/64) | F. Verdasco   |
| 2009  | 1er tour (1/64)  | I. Ljubičić      | 1er tour (1/64)          | T. Gabachvili            | 2e tour (1/32)  | A. Roddick    | 1er tour (1/64) | O. Rochus     |
| 2010  | 2e tour (1/32)   | S. Wawrinka      | 1er tour (1/64)          | F. Verdasco              | 1er tour (1/64) | V. Troicki    | —               | —             |
| 2011  | 2e tour (1/32)   | A. Roddick       | 1er tour (1/64)          | F. Mayer                 | 2e tour (1/32)  | R. Gasquet    | 3e tour (1/16)  | G. Müller     |
| 2012  | 1er tour (1/64)  | P. Andújar       | 1er tour (1/64)          | D. Istomin               | 1er tour (1/64) | G. Soeda      | —               | —             |

N.B. : à droite du résultat se trouve le nom de l'ultime adversaire.

### En double
| Année | Open d'Australie              | Open d'Australie       | Internationaux de France     | Internationaux de France | Wimbledon                     | Wimbledon             | US Open                       | US Open                   |
| ----- | ----------------------------- | ---------------------- | ---------------------------- | ------------------------ | ----------------------------- | --------------------- | ----------------------------- | ------------------------- |
| 2007  | 1er tour (1/32) I. Andreev    | J. Knowle J. Melzer    | 1/4 de finale D. Toursounov  | F. Santoro N. Zimonjić   | 2e tour (1/16) D. Toursounov  | T. Johansson A. Pavel | 1er tour (1/32) D. Toursounov | M. Bhupathi N. Zimonjić   |
| 2008  | 1er tour (1/32) D. Toursounov | J. Erlich A. Ram       | 1/2 finale D. Toursounov     | D. Nestor N. Zimonjić    | 2e tour (1/16) D. Toursounov  | B. Bryan M. Bryan     | 1/8 de finale D. Toursounov   | B. Soares D. Vemić        |
| 2009  | 2e tour (1/16) D. Toursounov  | M. Bhupathi M. Knowles | 1/4 de finale D. Toursounov  | D. Nestor N. Zimonjić    | 1er tour (1/32) D. Toursounov | C. Kas V. Troicki     | 1er tour (1/32) Be. Becker    | R. Kendrick J. Tipsarević |
| 2010  | 2e tour (1/16) D. Sela        | Ł. Kubot O. Marach     | —                            | —                        | —                             | —                     | —                             | —                         |
| 2011  | —                             | —                      | 1er tour (1/32) I. Ljubičić  | M. Llodra N. Zimonjić    | —                             | —                     | 1er tour (1/32) I. Andreev    | S. Devvarman T. C. Huey   |
| 2012  | 2e tour (1/16) A. Bogomolov   | C. Fleming R. Hutchins | 1er tour (1/32) M. Kukushkin | C. Berlocq D. Marrero    | —                             | —                     | —                             | —                         |

N.B. : le nom du ou de la partenaire se trouve sous le résultat ; le nom des ultimes adversaires se trouve à droite.

## Parcours dans lesMasters 1000
| Année | Indian Wells        | Miami                 | Monte-Carlo          | Rome                 | Hambourg puis Madrid   | Canada               | Cincinnati           | Madrid puis Shanghai | Paris            |
| ----- | ------------------- | --------------------- | -------------------- | -------------------- | ---------------------- | -------------------- | -------------------- | -------------------- | ---------------- |
| 2006  | -                   | 1er tour A. Montañés  | -                    | -                    | -                      | -                    | -                    | -                    | -                |
| 2007  | 1er tour F. Mayer   | 1er tour F. Mayer     | -                    | -                    | -                      | -                    | -                    | -                    | -                |
| 2008  | 1er tour W. Odesnik | 1er tour T. Johansson | -                    | -                    | -                      | -                    | -                    | -                    | -                |
| 2009  | 2e tour T. Robredo  | 2e tour F. González   | 1er tour J. I. Chela | 1er tour S. Wawrinka | 1er tour J. C. Ferrero | 1er tour F. Niemeyer | 2e tour N. Davydenko | 2e tour N. Davydenko | -                |
| 2010  | -                   | -                     | -                    | -                    | -                      | -                    | -                    | -                    | -                |
| 2011  | -                   | 2e tour D. Ferrer     | -                    | -                    | -                      | -                    | -                    | -                    | 2e tour J. Isner |
| 2012  | 1er tour M. Ebden   | 2e tour M. Čilić      | -                    | -                    | -                      | -                    | -                    | -                    | -                |

N.B. : sous le résultat se trouve le nom de l’ultime adversaire.